# Гайнц Швассманн
Гайнц Швассманн (нім. Heinz Schwassmann; 3 лютого 1916, Потсдам — 18 липня 1944, Норвезьке море) — німецький офіцер-підводник, капітан-лейтенант крігсмаріне.

## Біографія
5 квітня 1935 року вступив на флот. З квітня 1939 року — дивізійний офіцер на навчальному кораблі «Сілезія». В серпні-листопаді 1940 року — командир роти морського гарматного дивізіону. З 25 лютого 1941 року — ад'ютант і сигнальний офіцер на лінкору «Тірпіц». В липні-жовтні 1942 року пройшов курс підводника, в жовтні-грудні — навчання в 2-му навчальному дивізіону підводних човнів і в 24-й флотилії. З грудня 1942 року — 1-й вахтовий офіцер на підводному човні U-753. В березні-квітні 1943 року пройшов курс командира човна. З 1 травня 1943 року — командир U-742, на якому здійснив 2 походи (разом 36 днів у морі). 18 липня 1944 року U-742 був потоплений в Норвезькому морі західніше Нарвіка (68°24′ пн. ш. 09°51′ сх. д.) глибинними бомбами британського летючого човна «Каталіна». Всі 52 члени екіпажу загинули.

## Звання
- Кандидат в офіцери (5 квітня 1935)
- Морський кадет (25 вересня 1935)
- Фенріх-цур-зее (1 липня 1936)
- Оберфенріх-цур-зее (1 січня 1938)
- Лейтенант-цур-зее (1 квітня 1938)
- Оберлейтенант-цур-зее (1 жовтня 1939)
- Капітан-лейтенант (1 січня 1943)

## Нагороди
- Медаль «За вислугу років у Вермахті» 4-го класу (4 роки)